# بوکویل، اندر
بوکویل، اندر (به فرانسوی: Buxeuil) یک کمون در فرانسه است که در اندر واقع شده‌است. بوکویل ۱۹٫۷۵ کیلومتر مربع مساحت و ۲۱۸ نفر جمعیت دارد و ۱۱۰ متر بالاتر از سطح دریا واقع شده‌است.